# Alon Mizrahi
Alon Mizrahi (Tel Aviv, 22 novembre 1971) è un ex calciatore israeliano, di ruolo attaccante.

## Carriera

### Club
Mizrahi è il giocatore che ha segnato più reti nella storia del campionato israeliano di calcio. Fu capocannoniere di tale competizione nel 1991-1992, nel 1992-1993, nel 1993-1994 e nel 1997-1998.
È uno dei due calciatori ad aver vinto per 2 volte la classifica marcatori della Coppa delle Coppe, assieme al polacco Włodzimierz Lubański. Ha segnato più di 230 gol ufficiali, giocando praticamente tutta la carriera in patria, eccetto una breve parentesi in Francia, all'OGC Nizza, nel 1999.

## Palmarès

### Club
- Campionato israeliano: 2

Bnei Yehuda: 1989-1990
Maccabi Haifa: 1993-1994
- Coppa di Israele: 1

Maccabi Haifa: 1997-1998
- Toto Cup: 3

Bnei Yehuda: 1991-1992, 1996-1997
Maccabi Haifa: 1993-1994

### Individuale
- Capocannoniere del campionato israeliano: 4

1991-1992 (20 gol), 1992-1993 (26 gol), nel 1993-1994 (28 gol) e 1997-1998 (18 gol)
- Capocannoniere della Coppa delle Coppe UEFA: 2 (record condiviso con Włodzimierz Lubański)

1993-1994 (5 gol, a pari merito con Ivajlo Andonov, Eoin Jess, Ulf Kirsten), 1998-1999 (7 gol)